# Mastophora alvareztoroi
Mastophora alvareztoroi är en spindelart som beskrevs av Ibarra och Jiménez 2003. Mastophora alvareztoroi ingår i släktet Mastophora och familjen hjulspindlar. Inga underarter finns listade i Catalogue of Life.